# 東海大学熊本サッカー部
東海大学熊本サッカー部（とうかいだいがくくまもとサッカーぶ、英語: Tokai University Kumamoto Football club）は、熊本県熊本市にある東海大学のサッカー部である。

## 概要
1973年に九州東海大学のサッカー部として設立。2008年の東海大学との統合後も、本学の体育会サッカー部とは独立して存在している。
練習拠点は東海大学熊本キャンパスに隣接する東海大学付属熊本星翔高等学校の敷地内（熊本市東区渡鹿）にある松前記念サッカー場（人工芝、2012年完成）。

## 主な戦績
- 天皇杯 JFA 全日本サッカー選手権大会：4回出場（2015年、2016年、2018年、2023年）
- 総理大臣杯全日本大学サッカートーナメント：1回出場（2021年）

## 主な出身者
- 酒井崇一（ザスパクサツ群馬）